# شارنتون لو بونت
شارنتون لو بونت هي بلدة فرنسية تقع في ضواحي باريس،تبعد 6.2 عن مركز مدينة باريس.